# Ententa Bałkańska

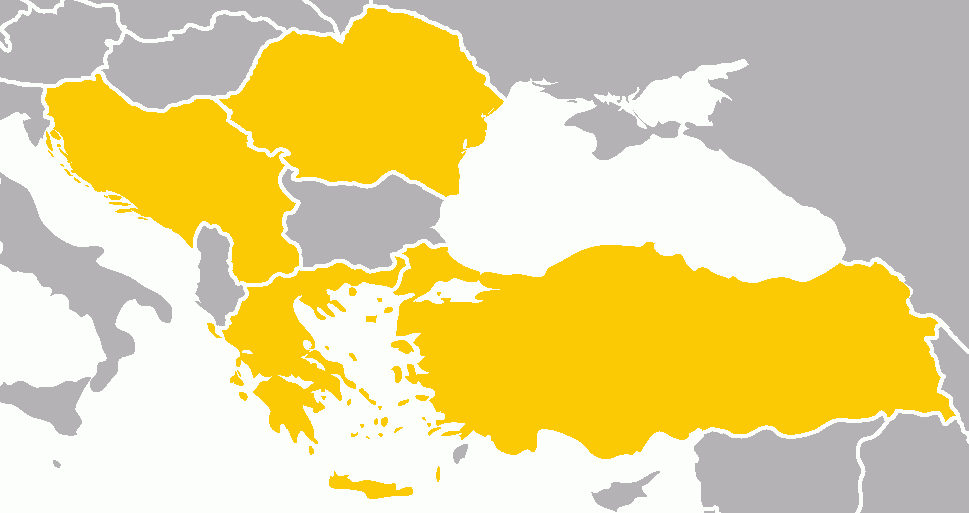

Ententa Bałkańska – porozumienie zawarte w Atenach 9 lutego 1934 r. i obejmujące Grecję, Jugosławię, Rumunię i Turcję. 1 października 1934 zarejestrowane w Sekretariacie Ligi Narodów zgodnie z art. 18 Traktatu Wersalskiego. Pierwotnie myślano również o wciągnięciu Bułgarii i Albanii, co jednak się nie powiodło. Według Jerzego Borejszy porozumienie było skierowane przeciwko ekspansjonizmowi faszystowskich Włoch oraz nazistowskich Niemiec.
Preambuła głosiła chęć utrzymania pokoju, wg tego co przewiduje Pakt Brianda-Kellogga. Wg art. 1 cztery państwa-strony gwarantują sobie wzajemnie bezpieczeństwo wszystkich ich granic bałkańskich (co wykluczało jego zastosowanie przy naruszeniu północnych granic Rumunii i Jugosławii czy azjatyckich granic Turcji). Art. 2 zobowiązywał je do współdziałania przy realizacji porozumienia. Art. 3 pozwalał na przystąpienie pozostałych państw bałkańskich. 
Wg art. 2 aneksu do Paktu Pakt Ententy Bałkańskiej nie jest zwrócony przeciw żadnemu mocarstwu. Celem jego jest zagwarantowanie bezpieczeństwa granic bałkańskich przeciw jakiejkolwiek agresji ze strony państwa bałkańskiego. Agresję art. 1 aneksu ogreślał zgodnie z Konwencją Londyńską z 3 lipca 1933. Wg art. 3 w razie agresji ze strony jakiegoś niebałkańskiego państwa, Pakt miał zastosowanie tylko gdy do agresji równocześnie albo później przyłączyłoby się któreś z państw bałkańskich; jednak obowiązek wystąpienia zbrojnego powstawał tylko przeciw temu ostatniemu państwu. 
Układ polityczny Ententy Bałkańskiej był wzorowany na pakcie organizacyjnym Małej Ententy, ale został uzupełniony tajnym aneksem wojskowym, przewidującym współpracę sztabów czterech uczestników w obronie istniejących granic na Bałkanach.
Na uwagę zasługuje fakt, że w bloku tym znalazły się Jugosławia i Rumunia – członkowie Małej Ententy, co w praktyce oznaczało jej osłabienie i drogę Czechosłowacji do izolacji politycznej. Jugosławia i Rumunia czuły się własnym porozumieniem wystarczająco zabezpieczone od strony Węgier i współpracy z Czechosłowacją nie uważały już za tak potrzebną jak poprzednio. Sprawy bałkańskie uważane były przez ich rządy za ważniejsze od środkowoeuropejskich.